# Ричмънд (Британска Колумбия)
Вижте пояснителната страница за други значения на Ричмънд.
Ричмънд (на английски: Richmond) е град в Канада, част от агломерацията на Ванкувър (в южната му част), провинция Британска Колумбия.
По време на зимните олимпийски игри през 2010. в града се провеждат състезанията по бързо пързаляне с кънки. За целта е построена закритата зала Richmond Olympic Oval (Олимпийски овал Ричмънд) с 8000 седящи места, на стойност 178 милиона канадски долара, открита на 12 декември 2008 г.

## География
Градът заема делтата на река Фрейзър и островите, разположени там. На о. Сий Айлънд се намира международното летище на Ванкувър.
Климатът е умерен. В града падат с 30% по-малко валежи от съседния Ванкувър поради по-голямото разстояние от планините. През студените месеци на годината мъглите са често явление.

## Население
Жителите на града наброяват 198 309 души (по данни от 2016 г.). Има голям брой имигранти – 59% от населението, което е най-високият дял в Канада. Повече от половината са от азиатски произход.

## Побратимени градове
- Перфон, Канада (1968)
- Вакаяма, Япония (1973)

Според статистиката тук е и най-високата продължителност на живота в Канада – 83,4 години.